# Ардонская улица (Владикавказ)
Ардонская у́лица — улица во Владикавказе (Северная Осетия, Россия). Находится в Затеречном муниципальном округе между улицами Серафимовича и Слесаревской. Начало от улицы Серафимовича.

## Расположение
Ардонская улица пересекается  с улицами Шота Руставели, Цомака Гадиева, Мамсурова, Генерала Плиева, Митькина, Гикало, Дзержинского, Кубалова, Алагирской, Нальчикской, Братьев Газдановых, Гагарина, Барбашова, Таутиева, Островского, Весёлой, Генерала Мамсурова, Кольбуса.
С востока у Ардонской улицы заканчиваются Школьный переулок, улица Пашковского и  Апшеронский переулок.
От Ардонской улицы на запад начинается улица  Бритаева.

## История
Улица названа в честь города Ардон, административного центра Ардонского района Северной Осетии.
Улица образовалась в середине XIX века и ни разу не меняла своего названия. Упоминается в Перечне улиц, площадей и переулков от 1911 и 1925 годов.

## Транспорт
Ближайшие остановки трамвая находятся на проспекте Коста.